# 순천 동화사 대웅전
동화사 대웅전(桐華寺 大雄殿)은 대한민국 전라남도 순천시 별량면 대룡리, 동화사에 있는 대웅전이다. 1976년 9월 30일 전라남도의 유형문화재 제61호로 지정되었다.

## 개요
개운산에 위치한 동화사는 고려 초기 대각국사가 지은 사찰로 조선 숙종 22년(1696) 계환대사가 일부 건물을 다시 지어 오늘에 이르고 있다.
동화사 대웅전은 석가모니 부처님을 모시는 법당으로，앞면 3칸·옆면 3칸 규모이며 지붕 옆면이 여덟 팔(八)자 모양인 팔작지붕집이다. 지붕 처마를 받치면서 장식을 겸하는 공포가 기둥 위와 기둥 사이에도 놓인 다포양식 건물로이다.
동화사 대웅전은 조선 중기 이후의 다포양식을 잘 보여주는 대표적인 예로서 공포의 화려함과 건물 자체에서 풍기는 아담한 조형미는 이 건물을 한층 돋보이게 한다.

## 참고 문헌
- 순천 동화사 대웅전 - 국가유산청 국가유산포털